# Agrippina Fedorovna Chelyadnina
Agrippina Fedorovna Chelyadnina, död 1538, var en rysk adelskvinna och gårdsadelsdam.
Hon var kunglig guvernant och hade ansvaret för tsar Ivan den förskräcklige under hans barndom 1533-1538. 